# Helios (cépage)
Pour les articles homonymes, voir Hélios (homonymie).
Le  helios  est un cépage de cuve allemand de raisins blancs.

## Origine et répartition géographique
Le cépage est une obtention de Norbert Becker à l'institut Staatliches Weinbauinstitut Freiburg à Fribourg-en-Brisgau. L'origine attestée, est un croisement des cépages Merzling, (Seyve-Villard 12-481 et Müller-Thurgau) réalisé en 1973.Son nom a été enregistré en 2003. Le cépage est autorisé en Belgique. Il est peu cultivé en Allemagne.
Le nom du cépage est un hommage au dieu Hélios, personnification du Soleil.
L'helios est un hybride de Vitis vinifera, Vitis amurensis, Vitis rupestris et Vitis aestivalis.

## Caractères ampélographiques
- Feuilles adultes à 3 lobes, vert foncé

## Aptitudes culturales
La maturité est de deuxième époque précoce : 10 jours après le chasselas.

## Potentiel technologique
Les grappes  sont moyennes et les baies de petite taille. Le cépage est assez résistant au mildiou   à l'oïdium et à la pourriture grise.

## Synonymes
Le  helios est connu sous le nom de FR 242-73